# チャイコフスキーとロシア5人組

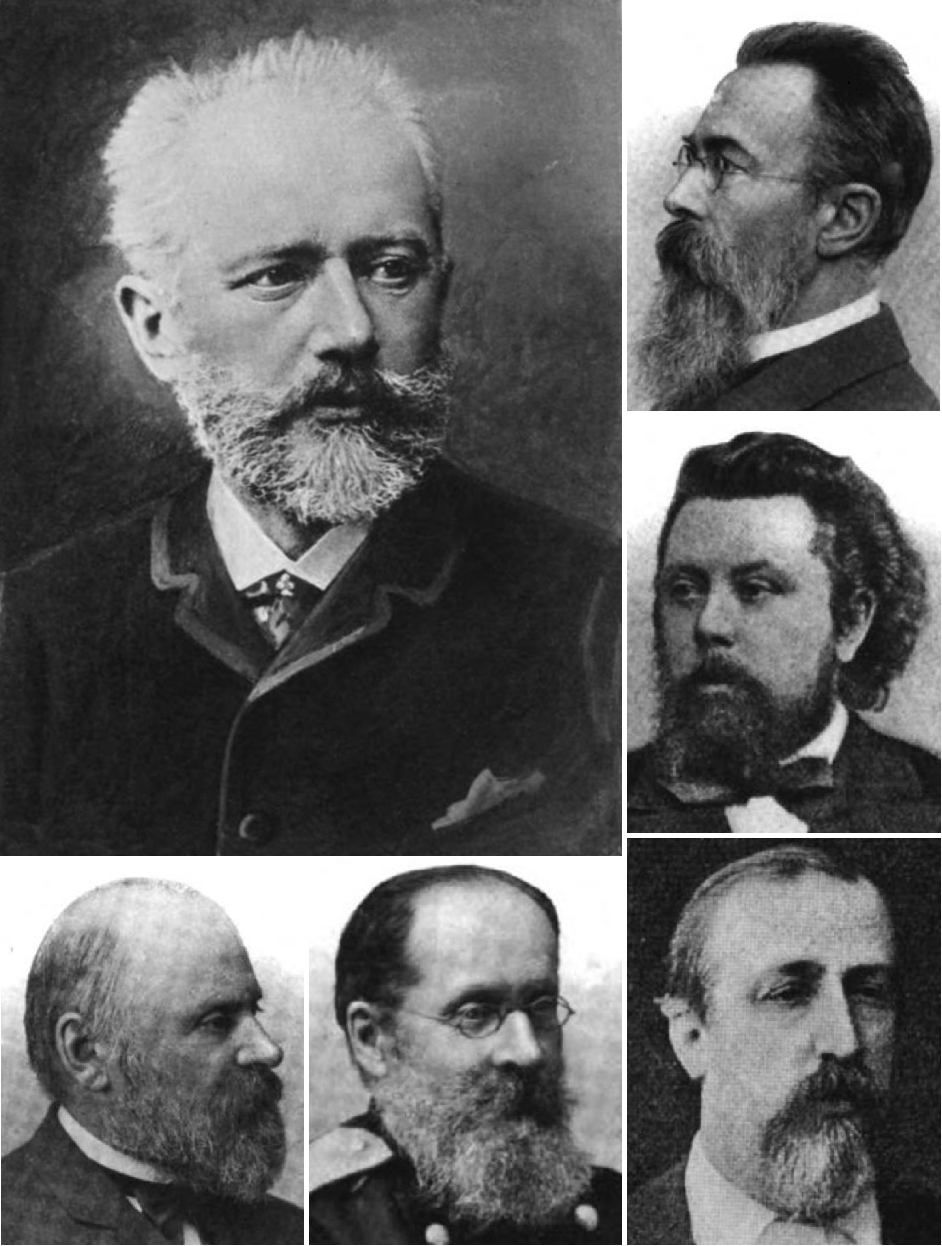
ピョートル・チャイコフスキー（左上）とロシア5人組、左下より反時計回りにミリイ・バラキレフ、ツェーザリ・キュイ、アレクサンドル・ボロディン、モデスト・ムソルグスキー、ニコライ・リムスキー＝コルサコフ。

チャイコフスキーとロシア5人組では、ピョートル・チャイコフスキーとロシア民族主義を目指した音楽家との対立について解説する。

## 総論
19世紀の半ばから終わりにかけてのロシアでは、ピョートル・チャイコフスキーとロシア5人組と呼ばれる作曲家集団がロシアのクラシック音楽は西欧もしくは自国の方法論のどちらに従うべきかという問題で意見の食い違いを見せていた。チャイコフスキーは西欧基準の評価にも耐え、国境の壁を超えるような専門的な楽曲でありながらも、旋律、リズムやその他の音楽の性格においてはロシアの特色を持たせたままにしたいと希望していた。ミリイ・バラキレフ、ツェーザリ・キュイ、モデスト・ムソルグスキー、アレクサンドル・ボロディン、ニコライ・リムスキー＝コルサコフから成るロシア5人組は古いヨーロッパの音楽の模倣、もしくはヨーロッパ流の音楽院教育に依存した音楽ではなく、明瞭にロシア的な芸術音楽の創造を目指していた。チャイコフスキー自身も自作に民謡を取り入れることがあったが、大抵の場合は西欧の作曲技法をなぞろうとしており、その傾向は調性や和声進行において顕著であった。また、チャイコフスキーとは異なり5人組の面々は誰も教育機関で作曲理論を学んだことがなかった。事実、5人組の主導的役割を担ったバラキレフはアカデミズムを音楽的創造に対する脅威であると看做していた。バラキレフは5人組を擁護した批評家のウラディーミル・スターソフとともに、チャイコフスキーの母校であるサンクトペテルブルク音楽院とその創設者であったアントン・ルビンシテインに向かって、発言によって、または出版物を用いて容赦ない攻撃を加えたのである。
ルビンシテインの最も知られた門弟となっていたチャイコフスキーは、その連想から真っ先に当然の攻撃対象と看做され、中でもキュイが出版した批判的評論において槍玉に挙げられた。しかし、ルビンシテインが1867年にサンクトペテルブルク音楽院の職を退くとこうした態度は変化の兆しを見せ始める。1869年にはチャイコフスキーとバラキレフは協力関係に入る。そうして出来上がったのがチャイコフスキーの出世作となる幻想序曲『ロメオとジュリエット』であり、5人組もこの作品を心から受け入れたのであった。チャイコフスキーがリムスキー＝コルサコフの『セルビア幻想曲』へ好意的な批評を執筆すると、その音楽的素地に残るアカデミックな性質に懸念を持たれつつも5人組に受け入れられた。「小ロシア」という愛称で知られるチャイコフスキーの交響曲第2番は1872年に初演されるや否や、5人組からの熱狂的な歓迎を受けた。
チャイコフスキーは5人組と親しい間柄であり続けたがその大部分については追従する態度を見せることはなく、彼らの音楽については態度を決められずにいた。彼らの目標や美的感覚はチャイコフスキーと合わなかったのである。5人組、そして音楽院での旧態依然な派閥争いから自らの音楽を遠ざけておくため、彼は痛みを取ることにした。彼がアントンの弟であるニコライ・ルビンシテインからの招聘を受けてモスクワ音楽院の教授職に就いたことで、その方向へ進むことになっていったのである。リムスキー＝コルサコフがサンクトペテルブルク音楽院の教授職を打診された際、助言と指導を求めて頼っていったのはチャイコフスキーだった。後年、リムスキー＝コルサコフが愛国主義者仲間から自らの音楽指導、そして自身が熱意を傾けていた音楽研究における態度の変転に関して圧力をかけられていた際、チャイコフスキーは彼を道徳的な形で励まし続け、彼の行いを全面的に称賛すること、そして彼の芸術に対する謙虚さと個性の強さに感心していることを伝えている。5人組がそれぞれの道を歩むようになってしばらく経った1880年代になると、そのあとを埋めるようにベリャーエフ・サークルと呼ばれる勢力が台頭してくる。チャイコフスキーはこの一団の主導的メンバーであったアレクサンドル・グラズノフ、アナトーリ・リャードフ、そしてリムスキー＝コルサコフとは以前のままの近しい関係に恵まれたのであった。

## 民族主義の黎明
最初の「真にロシア的な」作曲家となったミハイル・グリンカを例外として、チャイコフスキーが誕生する1840年以前のロシア固有の音楽といえば民謡と教会音楽だけであった。ロシア正教会に禁止されたことが原因で世俗音楽はその発展を阻害されていたのである。1830年代に入るとロシアのインテリゲンチャが議論を戦わせたのは、芸術家がヨーロッパ文化からの借用を行った場合に自らのロシアらしさを否定すべきなのか、もしくはロシアの文化を刷新、発展させるべく重大な歩みを進めるべきなのかという問題であった。2つの陣営がこの疑問への解を探し求めていた。スラヴ主義者らはピョートル大帝以前のロシアの歴史を理想化し、国はビュザンティオンに根付き、ロシア正教会によって広められた独自の文化を有しなければならないと主張した。一方で西欧同化主義者らは、ピョートル大帝が国を改革して西欧と同等に引き上げようとした愛国者であったとして賛美した。過去を振り返る代わりに前を見据えた彼らは、若く未熟なロシアは西欧からの借用により最も先進的な西欧文明社会になることができる、そして短所を長所に転換できる可能性を有していると見ていたのである。
1836年、グリンカのオペラ『皇帝に捧げた命』がサンクトペテルブルクにおいて初演される。これはインテリゲンチャが長く待ち望んだ出来事だった。このオペラがロシアの作曲家により生み出されたはじめての大規模作品であり、言語にロシア語を用いているとともに愛国的であることを特色としていたからである。その筋書きはニコライ1世が普及させた「官製国民性」の教義にうまく合致しており、それにより皇帝の承認が確実なものとなった。構成と様式の点において『皇帝に捧げた命』はイタリアオペラそのものであったが、主題の構造は洗練されておりオーケストレーションには大胆さも見られた。また、本作はロシア語演目として定着した初の悲劇であったが、主人公のイヴァン・スサーニンが最後に命を落とすことでオペラ全体に通底する愛国的感情に実直さが与えられ、際立たせられるのである。音楽が対話によって妨げられず全編を通して奏され続けるという点においても、このオペラはロシア初となる作品であった。加えて同時代の人々を驚かせたのが、民謡とロシアの国内特有の語法が音楽に織り込まれており、それらが戯曲として結実していたことである。グリンカは民謡を使用した理由について、国家主義を明確に狙ったというよりは、オペラによく知られた登場人物が登場することを反映したものであると説明している。そうした要素はオペラ内の主要な部分には用いられておらず、ロシア民謡「御者の歌」を使用したことに対しても軽蔑的な意見があったにもかかわらず、『皇帝に捧げた命』は恒久的な演目となるに足る人気を獲得することになった。ロシア国内でそれを成し得た最初のロシア語によるオペラとなったのである。
皮肉にも、同じシーズンにジョアキーノ・ロッシーニの『セミラーミデ』が成功を収めたため、『皇帝に捧げた命』を常に『セミラーミデ』とほぼ同じキャストによりそのまま上演することが可能であった。『皇帝に捧げた命』の成功にもかかわらず、『セミラーミデ』への聴衆の熱狂はイタリアオペラの絶大なる需要を浮き彫りにした。これはロシアオペラにとっては概して悪しき状況といえ、グリンカが1842年に次なるオペラ『ルスランとリュドミラ』を発表した際にはその影響が如実に出た。『ルスランとリュドミラ』の失敗を機にグリンカはロシアから去っていき、国外で生涯を終えることになるのである。

## 対立陣営
グリンカには国外からも注目が集まり、リストやベルリオーズらも彼の音楽を賞賛し、後者はさらに論説で彼を「同時代の傑出した作曲家」のひとりと評した。しかしながら、ロシア貴族の目はいまだ国外の音楽のみに向けられていた。音楽自体が社会の階層構造と結びついており、大衆の暮らしにある程度の役割を果たす以外は依然として上級階級の特権であると考えられていたのである。貴族は膨大な量の音楽演奏を彼らだけの娯楽として楽しみ、クララ・シューマンやリストといった芸術家を自らの元へと招いていた。しかし継続的に演奏を行う団体もなければ、批評誌や多くの人が待ち望む新作も存在しなかった。音楽教育に関しても一定の水準を満たすものは提供されておらず、一部の都市では個人指導を受けることができたとはいえ、効果はあがらないのが普通であった。質の良い教育のためには国外に出ざるを得なかったのである。作曲家でピアニストのアントン・ルビンシテインが1859年にロシア音楽協会、3年後の1862年にサンクトペテルブルク音楽院を創設したことにより、こうした状況を打開すべく大きな歩みがもたらされたといえる。しかし、これが同時に激しい論争を生むことになる。こちらの陣営にピョートル・チャイコフスキーという若き文官がいた。

### チャイコフスキー

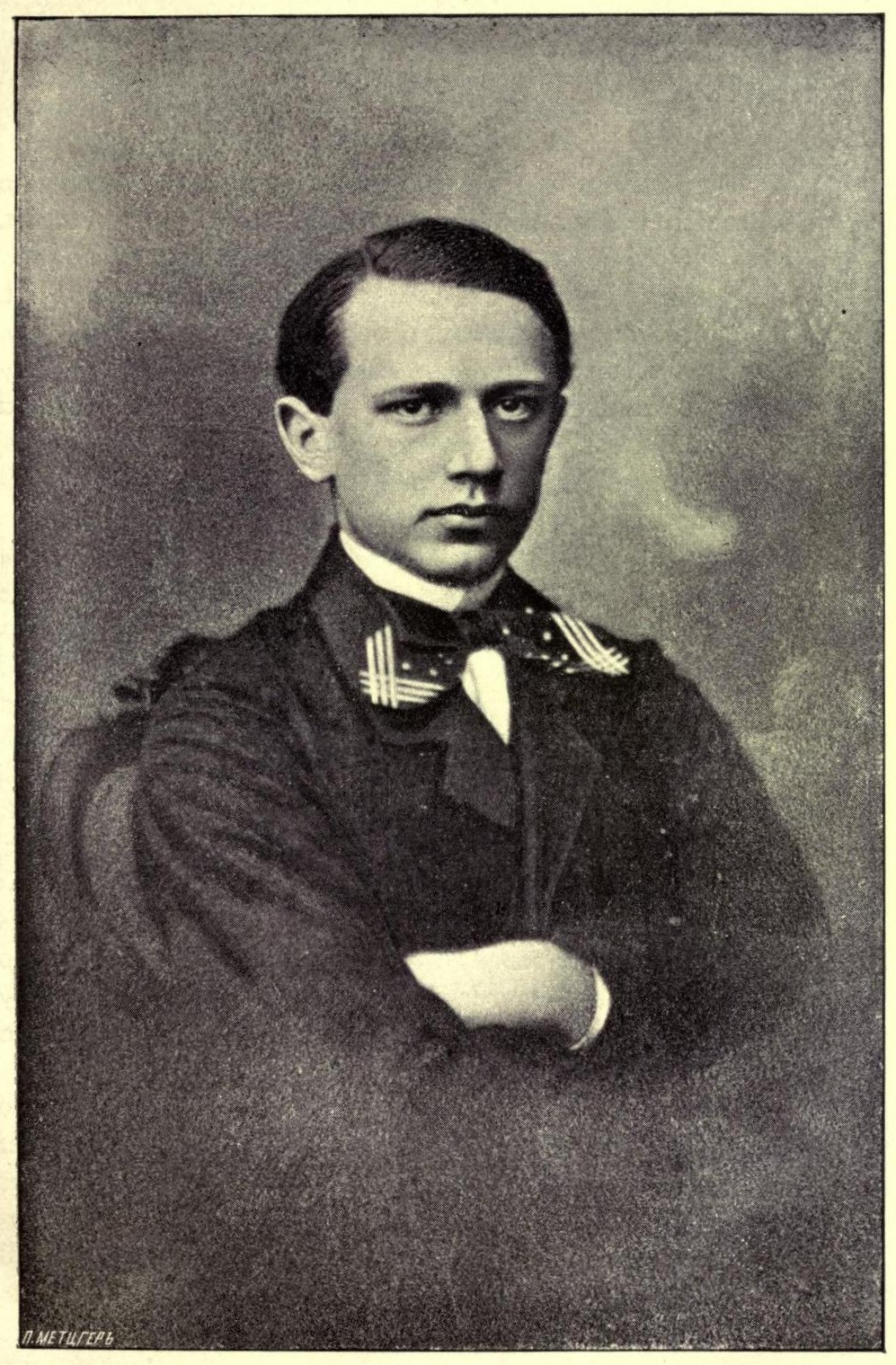
10代のチャイコフスキー。

チャイコフスキーは1840年に現在のウドムルト共和国、当時はロシア帝国領ヴャトカ州であった小さな町ヴォトキンスクに生まれた。早くから才能を見せた彼は5歳でピアノのレッスンを開始し、3年もしないうちに先生と同程度に手際よく音楽を理解するまでになった。しかし、両親が彼の音楽的才能にかける情熱はまもなく冷めてしまう。1850年に一家はチャイコフスキーをサンクトペテルブルクの帝国法律学校へとやることを決める。この学校の主な対象は貴族や上流階級ではなく、彼は公務員としてのキャリアを歩みはじめる。受け入れ最少年齢が12歳であったため、チャイコフスキーはサンクトペテルブルクにある帝国法律学校の予備学校の寮に入ることになった。これは一家が住むアラパエフスクの家からは約1,300キロメートル離れていた。受け入れ年齢に到達したチャイコフスキーは帝国法律学校に入学、7年間の修習課程が始まった。
学校では音楽は優先事項ではなかったが、チャイコフスキーは級友と連れだって日常的に劇場やオペラ座に足を運んでいた。お気に入りはロッシーニ、ベッリーニ、ヴェルディそしてモーツァルトであった。学校には音楽の授業を受け持つためにピアノ製作者のフランツ・ベッカーが時おり訪れていた。チャイコフスキーがここで受けた正式な音楽の指導はこれだけだった。1855年からは父のイリヤ・チャイコフスキーが出資してニュルンベルク出身の著名なピアノ指導者ルドルフ・クンディンガーの指導を受けられるようになった。息子が音楽でキャリアを積むことに関して父がクンディンガーに尋ねると、彼はピョートルが優れた演奏家、ましてや作曲家になりそうな可能性は全く見られないと応じた。チャイコフスキーは課程を修了し、法務省の職に応募するようにと言われたのである。
1859年5月25日に卒業したチャイコフスキーは公務員の階級の中でも低い所に位置する名義参事官に就任した。6月15日にはサンクトペテルブルクの法務省に登用される。6か月後には副手、その2か月後には係長へと昇進している。続く3年間の公務員生活はこの役職に留まることになる。
1861年、チャイコフスキーはロシア音楽協会主催、ニコライ・ザレンバを講師に据えた音楽理論の講義に出席し、1年後にはザレンバを追ってサンクトペテルブルク音楽院へと入学している。心の中では「公務員ではなく音楽家になる運命であると自分が確信できるまで」官職は辞めないと決めてのことである。1862年から1865年にかけてザレンバの下で和声と対位法、フーガを学び、ルビンシテインには管弦楽法と作曲の指導を仰いだ。1863年にはついに公務員の職を辞して音楽の勉強に全力を注ぐようになり、1865年12月に晴れて卒業を迎えている。

### ロシア5人組

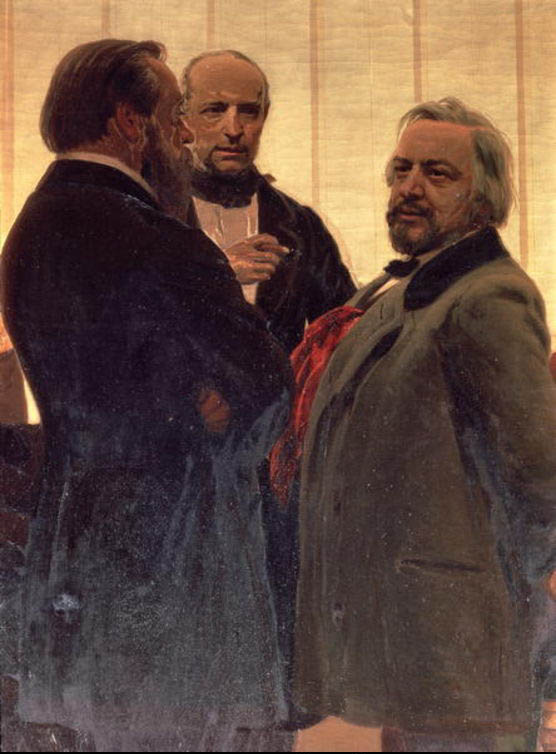
（左から右に）ミリイ・バラキレフ、ウラジーミル・オドエフスキー、ミハイル・グリンカの肖像。イリヤ・レーピン画。

1855年のクリスマスの頃、グリンカは2人の人物の訪問を受けていた。1人は裕福なロシアのアマチュア批評家であるアレクサンドル・ウリビシェフである。もう1人は18歳のミリイ・バラキレフであり、この青年が大ピアニストへの道を歩んでいるという話が伝わっていた。バラキレフは『皇帝に捧げた命』に基づく自作の幻想曲をグリンカに弾いて聴かせた。グリンカにとってはこれは嬉しい驚きであり、彼は音楽家としての明るい未来が待っているとバラキレフを賞賛したのであった。
1856年、バラキレフとロシアの芸術に対する愛国的指針への支持を公言していた批評家のウラディーミル・スターソフが若い作曲家を集め、彼らを通して思想を広めると同時に支持者を増やす活動を開始した。同年、彼らと最初に顔を合わせたのが堡塁建築を専門とする将校のツェーザリ・キュイであった。1857年にはプレオブラジェンスキー連隊のモデスト・ムソルグスキーが彼らに加わる。1861年には海軍士官候補生であったニコライ・リムスキー＝コルサコフ、1862年にはアレクサンドル・ボロディンが新たに加わった。バラキレフ、ボロディン、キュイ、ムソルグスキー、そしてリムスキー＝コルサコフは余った時間を利用して作曲に勤しんだ。1862年の時点では最年少のリムスキー＝コルサコフが18歳、最年長のボロディンもまだ28歳であり、5人全員が若者だった。また5人とも本質的に独学で、音楽技法の中でも伝統的なものや「紋切り型」なものを意識的に避けていた。スターソフが彼らの音楽に関する論評を記して以来5人は「クーチカ」（кучка）と呼ばれるようになり、これを翻訳して日本ではロシア5人組として知られている。スターソフの評には次のようにある。「小さくも既にモグチャヤ・クーチカ（Могучая кучка）であるロシアの音楽家が有するかくも豊富な詩情、感情、才能と可能性を永遠に[聴衆が記憶]することを神がお許しくださいますように。」モグチャヤ・クーチカという言葉は直訳すれば「強く小さな積み重なり」、結びつきのことである。実のところ、スターソフは普段の紙上では彼らのことを「新ロシア楽派」と表現していた。
この一団の目的はグリンカの遺した足跡に独立したロシア楽派を創り上げることであった。彼らは「愛国的性格」のために闘うつもりでおり、「オリエンタルな」旋律に自ずと引き寄せられると同時に絶対音楽よりも筋書きのある音楽を好んだ。換言するならば交響曲、協奏曲や室内楽曲よりも交響詩や交響詩に類似した音楽に重きを置いたということである。スターソフが記すには、5人組はこのロシア様式のクラシック音楽の創造に向けて4つの特色を盛り込んだという。1つ目はアカデミズムと定型化した西欧様式の作曲を否定することであった。2つ目はロシア帝国内にある東側の国々から得た音楽素材を取り込むことである。この特徴は後に東方趣味音楽として知られるようになっていく。3つ目は音楽に対する進歩的かつ非アカデミックな取り組み、そして4つ目は民謡に結び付くような作曲技法を織り込むことである。以上4つの点により、5人組は同時代の無国籍な作曲を行う陣営と自らを差別化することになる。

### ルビンシテインとサンクトペテルブルク音楽院

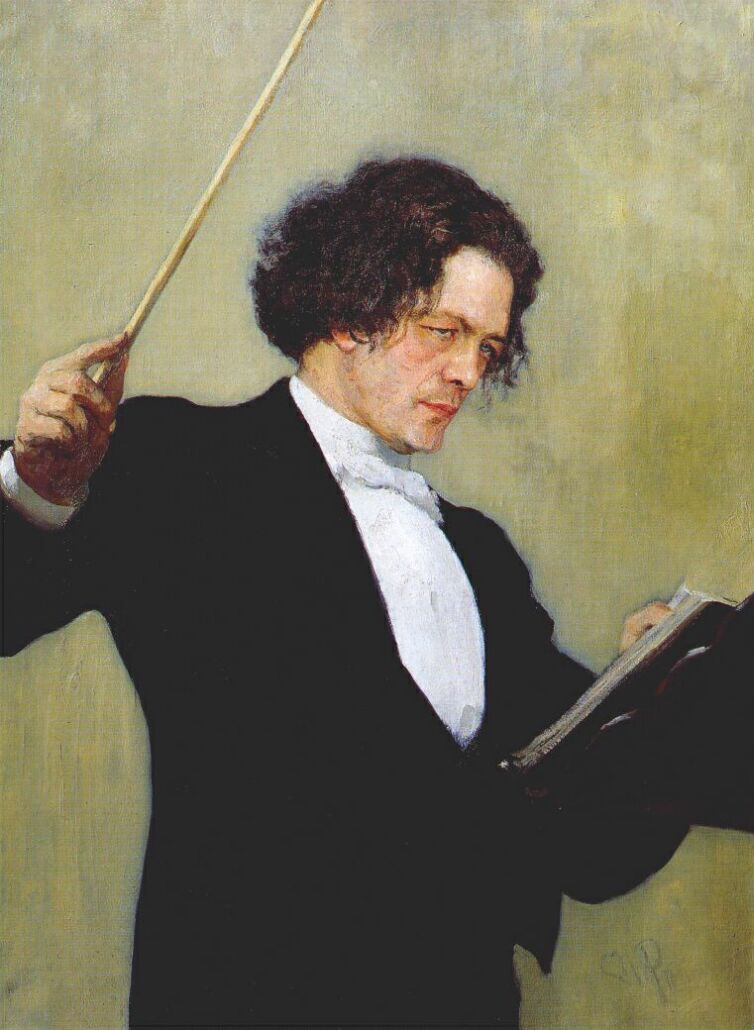
指揮台の上のアントン・ルビンシテイン。イリヤ・レーピン画。

著名なピアニストであったアントン・ルビンシテインは1858年に帰国するまでロシアを離れて西側のヨーロッパの中心で暮らして演奏、作曲活動を行ってきた。パリ、ベルリン、ライプツィヒといった都市の音楽院を訪れた彼には、それらと比較したロシアは音楽の砂漠のように見えた。西側の都市には華やいだ音楽界があった - 作曲家は尊敬を受け、音楽家は心から自らの芸術に打ち込んでいたのである。ロシアにも同じような理想をと考えながら、1858年の帰国前にはロシアに音楽院を設立する案を思いついていた。そしてようやく構想の実現を手助けしてくれる有力者らの関心を引くに至ったのである。
ルビンシテインは1859年にロシア音楽協会を創設して第一歩を踏み出すことになる。協会の目的は人々に音楽教育を施し、彼らの音楽的趣味を醸成、さらに各々が生活する地域に於いて各人の才能を開発することにあった。協会が最優先事項として行ったのは人々が自国作曲家の音楽に触れられるようにする取り組みである。膨大な量の西ヨーロッパの音楽に加え、ルビンシテインの指揮によりムソルグスキーとキュイの作品がロシア音楽協会で初演された。協会のはじめての演奏会から数週間後に、ルビンシテインは誰にでも開かれた音楽教室の催しを開始する。こうした教室への関心は、1862年にルビンシテインがサンクトペテルブルク音楽院を開校するまで高まり続けるのである。
音楽学者のフランシス・マースによれば、ルビンシテインの芸術性は非難すべき瑕がない完全さであるという。彼はロシアの音楽界を変革し進歩させるために闘ったのである。わずかに、彼の音楽的趣向は保守的であった - ハイドン、モーツァルト、ベートーヴェンからショパンまでの前期ロマン派止まりで、リストやワーグナーは含まれなかった。また音楽に関して当時まだ新しかった思想の多くには前向きでなく、クラシック音楽における愛国的役割もそのひとつであった。ルビンシテンにとって国家特有の音楽とは民謡と民族舞踊の中にだけ存在するものであり、大規模作品、とりわけオペラの中には国家特有の音楽が入り込む余地はなかったのである。攻撃を受けたルビンシテインであったが単純に表だって相手をしないという態度で応じた。彼の講義や演奏会は大入りであり、実際のところ応答する必要性を感じなかったのである。また、教え子に対してもどちらかの陣営に与することを禁じたのであった。

## 5人組とともに
ロシア5人組による紙上での対ルビンシテイン運動が展開される中、チャイコフスキーは自らがほとんど恩師同様に槍玉に挙げられていることに気付く。キュイはチャイコフスキーが卒業制作に作曲したカンタータ『歓喜に寄せる』の演奏評を行って作曲者をこき下ろした。「とことんくだらない。（中略）もし彼に少しばかりでも才能があったのであれば（中略）間違いなく楽曲中のどこかであの音楽院が課した枷が破られていたはずである。」この批評は神経質な作曲者にとっては散々な仕打ちとなった。その後チャイコフスキーとバラキレフが歩み寄りを見せたために窮屈な停戦状態に入り、最終的には残る4人とも交友関係が築かれることになる。バラキレフとチャイコフスキーの協業関係の結果生まれたのが幻想序曲『ロメオとジュリエット』である。5人組はこの作品を受け入れ、さらにチャイコフスキーの次なる作品交響曲第2番「小ロシア」を熱狂的に迎えた。この交響曲にはウクライナ民謡が引用されているのに加え、初版では5人組が彼らの作品で使用したものに類似した作曲技法が複数用いられていたのである。スターソフはシェイクスピアの『テンペスト』を主題とすることをチャイコフスキーへ提案、これによって幻想序曲『テンペスト』が書かれることになった。数年間の空白期間をおいてバラキレフの名前は再びチャイコフスキーの創作生活に現れるようになる。そうして出来上がったのがジョージ・ゴードン・バイロンの劇詩『マンフレッド』を基にスターソフが著しバラキレフが提供した筋書きに沿って作曲されたマンフレッド交響曲である。しかしながら、全体を通してみるとチャイコフスキーは独立した創作の道をたどり続け、愛国主義と伝統主義の音楽家たちの中間に進路を取っていくのである。

### バラキレフ

#### 最初の通信

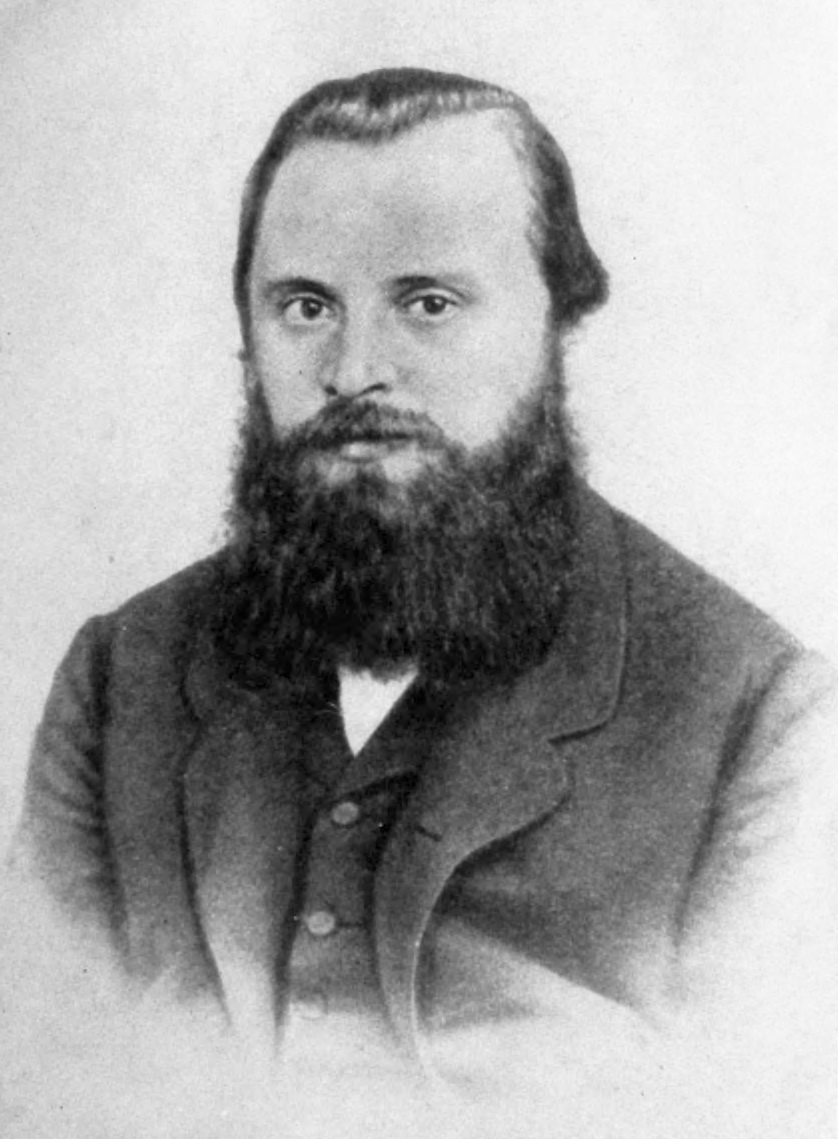
若いミリイ・バラキレフ。

1867年、ルビンシテインは音楽院の楽長職をザレンバに譲る。その後、同年内にロシア音楽協会の指揮者職からも身を引いてバラキレフを後任に据えた。チャイコフスキーは既にオペラ『地方長官』から「性格的踊り」を協会へ提供する約束をしてしまっていた。そこで手稿譜を提出するに当たり、彼はバラキレフ宛の伝言を書き添えた。おそらくカンタータに対するキュイの批評のことも少しは頭をもたげたのだろう、メッセージの最後は「踊り」は演奏すべきでないと提言を行って欲しいという要望で締めくくられていたのである。
この頃にはひとつのまとまりとしてのロシア5人組は散り散りとなっていた。ムソルグスキーとリムスキー＝コルサコフは息苦しさを感じるようになっていたバラキレフの影響下から脱し、作曲家として各々の方向へと進んでいた。バラキレフはチャイコフスキーが自らの指導下に入る可能性を感じていたのかもしれない。彼がサンクトペテルブルクから差し出した返事の中で、自分の意見は面と向かって伝え、要点を徹底するだけの時間を割いた方がよいのだが、「全くの率直な気持ち」で言うとして言葉巧みに世辞を述べる調子で付け加えている。それはチャイコフスキーが「完全に一人前の芸術家」であると思っているということ、そして今度のモスクワ訪問の折に一緒に作品について議論できることを楽しみにしている、という内容であった。
これらの書簡は続く2年間にわたりチャイコフスキーのバラキレフに対する関係性を決めるものだった。その期間が終わる1869年にはチャイコフスキーは28歳でモスクワ音楽院の教授を務めていた。最初の交響曲とオペラ1作を仕上げていた彼は、次に『運命』と題した交響詩の作曲に取り掛かった。はじめ、ニコライ・ルビンシテインの指揮によるモスクワでの演奏で曲に満足した彼は、曲をバラキレフに献呈するとともに楽譜を送付してサンクトペテルブルクで指揮してくれるように依頼を行った。しかし同地では気乗りのしない評価にとどまり、バラキレフはチャイコフスキーに宛てて『運命』の楽曲中でどこに弱みを感じるかを詳細な手紙の中に綴りつつ、同時にいくらか激励の言葉を添えた。バラキレフはさらに自分へと楽曲が献呈されることは「私にとってあなたの思いやりのしるしとして貴重なことです - そして大変に結構なことです。」というのである。自己批判の厳しいチャイコフスキーはこの言葉の裏にある真実を見過ごさなかった。彼はバラキレフの批判を受け入れて手紙のやり取りを続けたが、一方で『運命』の総譜は破棄してしまったのである。

#### 『ロメオとジュリエット』の作曲

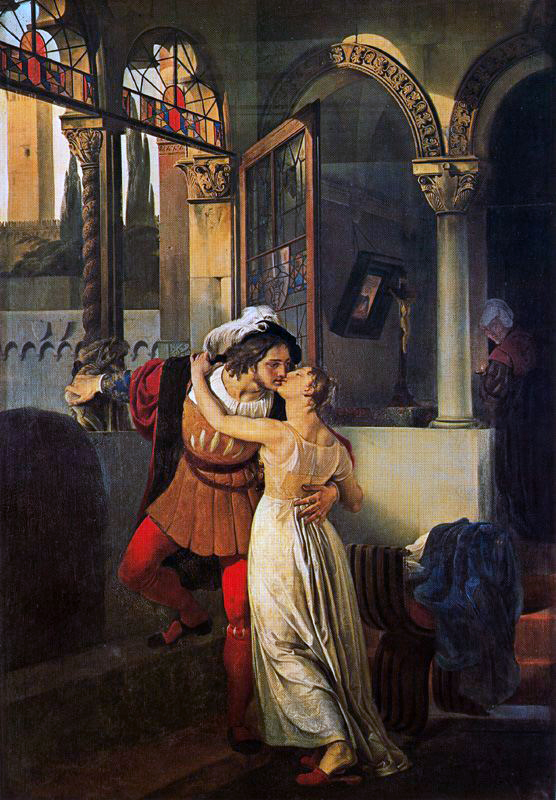
バラキレフは『ロメオとジュリエット』の創作を手助けした。絵画はフランチェスコ・アイエツ作の同名の作品。

バラキレフの横暴さはチャイコフスキーとの関係に暗い影を落としたが、それでもなお両者は互いの力量を認めあっていた。軋轢を生みはしたものの、バラキレフはチャイコフスキーに対して何度も作品を書き直すよう説得できる唯一の人物だったのである。それは幻想序曲『ロメオとジュリエット』にて行われた。バラキレフの助言に従ってチャイコフスキーが下敷きとした彼の作品『リア王』は、ベートーヴェンの演奏会用序曲の例に倣いソナタ形式で書かれた悲劇的序曲であった。筋書きを中心的な争いのひとつだけに減らして、音楽としてはソナタ形式の二部構造で表そうとしたのはチャイコフスキーの案であった。しかし、我々が知るように音楽でその構想が実現したのは2回の徹底的な改訂の後になってからある。バラキレフはチャイコフスキーが送付した初期稿の多くを破棄し、楽曲は両者の間の活発な意見とともにモスクワとサンクトペテルブルクの間を行き来し続けたのであった。
チャイコフスキーはバラキレフの助言から数点のみを取り入れた後、1870年3月16日に行われたニコライ・ルビンシテインによる第1項の初演を了承する。結果は惨憺たるものであった。この失敗が身にこたえたチャイコフスキーはバラキレフの批判を心に留めるようになる。彼は音楽院での学習の枠を超えるよう無理をして曲の大部分を書き直し、現在の形へと仕上げたのである。『ロメオとジュリエット』によりチャイコフスキーは初めて国内外での喝采を浴びるようになり、5人組も無条件に本作へ賛辞を贈るようになる。『ロメオとジュリエット』の愛の主題を聴いたスターソフは彼らにこう告げる。「かつてあなた方5人がいましたが、今は6人となりました。」5人組のこの作品への熱狂は大きなもので、彼らの会合があるとバラキレフはいつでもピアノで弾いて聞かせるようせがんでいたほどであった。彼はあまりにもそれを繰り返したため、記憶を頼りに自ら演奏できるようになっていた。
ローレンスとエリザベス・ハンソンをはじめとする評論家の中には、もし1862年にチャイコフスキーが音楽院に入学せずバラキレフの一団に加わっていたらどうなっていただろうか、と考えを巡らせる者もいる。彼らはチャイコフスキーがバラキレフに尻を叩かれ、着想を与えられるまで『ロメオとジュリエット』を書かなかったという事実を証拠に挙げ、チャイコフスキーはより早く一人前の作曲家に成長したかもしれないと考えている。長い時間をかける中で彼がどれほどうまく成長できただろうか、というのはまた別の問題である。オーケストレーションなどの彼の音楽的技能の多くは、音楽院で受けた対位法、和声、音楽理論の徹底した基礎講義の賜物なのである。その基礎講義がなければ、後の偉大なる作品群を生み出す能力は育まれなかったかもしれないからである。

### リムスキー＝コルサコフ
1871年、ニコライ・ザレンバがサンクトペテルブルク音楽院の楽長を退いた。後任のミハイル・アザンチェフスキーはより進歩的な音楽観を持つ人物であり、音楽院教育を生まれ変わらせるために新たな活力を必要としていた。そこでリムスキー＝コルサコフに実践的作曲と楽器法の教授職と管弦楽の講座の指導役を打診する。かつて極めて強硬にアカデミズムへの抵抗を見せていたバラキレフは、敵陣営の中心に味方を配することに利点があるかもしれないとの考えから、彼が役職を受け入れるよう背中を押した。

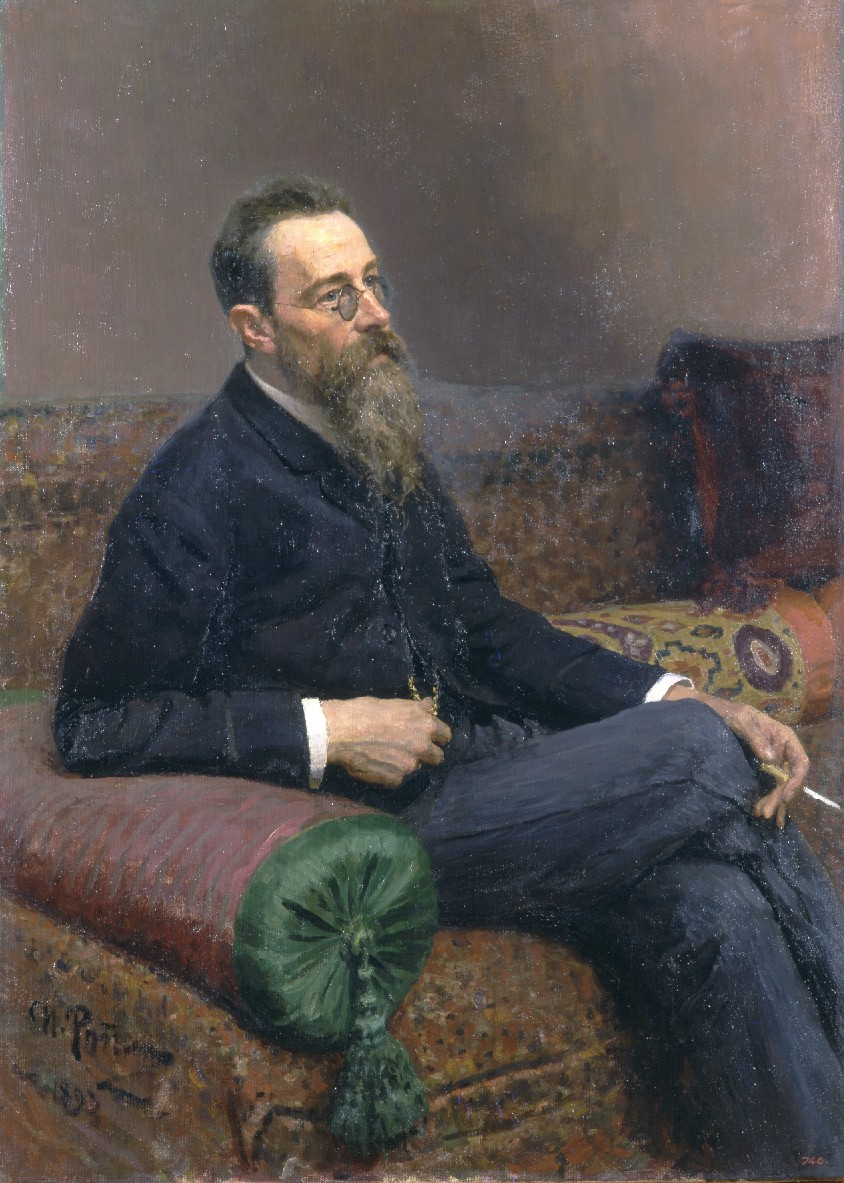
ニコライ・リムスキー＝コルサコフの肖像。イリヤ・レーピン画。

そうした状況にもかかわらず、リムスキー＝コルサコフは任用までに作曲家としての自らの技術的欠点を痛感するようになる。彼は後に「愛好家だった私は何も知らなかった」と記している。加えて、オペラ『プスコフの娘』を完成させると創作に行き詰りが生じてしまい、確かな音楽技法を手に入れることのみが作曲を継続できる唯一の道であると悟ったのであった。彼はチャイコフスキーに助言と指導を仰いでいる。リムスキー＝コルサコフが音楽教育に対する態度を翻して熱心な自学を始めると、ロシアの遺産を捨ててフーガやソナタを書いているとして愛国主義者仲間は彼を非難した。一方、チャイコフスキーは道徳的な態度で彼を支え続けた。そしてリムスキー＝コルサコフの行いを全面的に称賛すること、また彼の芸術に対する謙虚さと個性の強さの両方に感心していることを伝えたのである。
リムスキー＝コルサコフが音楽院へ勤める前の1868年3月、チャイコフスキーは彼の『セルビア幻想曲』に関する論評を書いている。この作品の考察を行うにあたり、チャイコフスキーはそれまでに唯一聴いたことがあったリムスキー＝コルサコフ作品である交響曲第1番と比較して次のように述べている。「その魅力的な管弦楽法（中略）構造の新規さ、そして分けても（中略）純ロシア的な和声進行の瑞々しさ（中略）がただちにリムスキー＝コルサコフ氏の非凡な交響楽の才能[を示しているの]である。」チャイコフスキーの評はうまくバラキレフ一派の歓心を買うように言葉を選んで書かれており、事実その通りとなった。翌月に彼はサンクトペテルブルクのバラキレフ邸を訪れ、ロシア5人組の残りの面々と顔を合わせる運びとなった。後にリムスキー＝コルサコフは次のように述懐している。
音楽院の申し子であるチャイコフスキーは、我々の仲間からは傲慢ではないにしてもかなり怠慢に見られていた。また、彼がサンクトペテルブルクを離れてしまっていたこともあり、個人的に面識を得ることは叶わなかった（中略）話してみると[チャイコフスキーは]愉快で気の合う人物であり、気取らない立ち居振る舞いと常に裏表のない誠意ある話のし方を心得ていた。初めて会った晩に[チャイコフスキーは]バラキレフのリクエストに応える形で、彼のト短調交響曲（交響曲第1番）の第1楽章を弾いて聴かせてくれたが、それは我々の好みに合ったものだったのである。チャイコフスキーの音楽院での訓練がいまだ彼と我々の間で無視できない壁となっていたものの、彼に対するかねてからの我々の考えは変化し、より共感的な心情が勝ってきていた。
さらに「続く数年間も、[チャイコフスキーは]サンクトペテルブルクを訪ねた折にはバラキレフ邸に顔を出すのが常であり、我々も彼に会っていた。」とリムスキー＝コルサコフは綴っている。とはいえ、チャイコフスキーは5人組と伝統主義者らの双方から受け入れられることを望んでいたのかもしれないが、彼には両陣営から地理的に離れたモスクワに居ることにより独立を保ち、独自の方向性を見出すことが必要だったのである。これはとりわけ、リムスキー＝コルサコフがチャイコフスキーの音楽院での訓練を指して「無視できない壁」と述べたこと、およびアントン・ルビンシテインがチャイコフスキーは偉大な西欧の巨匠の先例からあまりに遠く逸脱していると感じていたことに照らすと正しかった。チャイコフスキーは新しい態度や様式を自らの糧として、作曲家として成長を続けることができるようになっていたのである。弟のモデストは兄がロシア5人組の一部の作品のもつ「力と活気」に感銘を受けていたと記している。しかし、非常に均衡のとれた人物であったチャイコフスキーは、ザレンバとルビンシテインが大事にしていた最高の音楽や価値というものを完全に拒絶することもなかったのである。モデストの意見では、チャイコフスキーとサンクトペテルブルクの一団の関係性は「2つの友好的な隣国の間に居る状態（中略）同じ土俵に立てるように注意深く準備を怠らない一方、両者の異なる関心を嫉妬深く警戒している」ようであったという。

### スターソフと「小ロシア」交響曲

ウラディーミル・スターソフの肖像。イリヤ・レーピン画。

チャイコフスキーは1873年1月7日、サンクトペテルブルクにあるリムスキー＝コルサコフ宅での集まりにおいて、「小ロシア」という愛称で呼ばれるようになる自作の交響曲第2番の終楽章を演奏して聴かせている。これは全曲の公式初演よりも前のことであった。彼は弟のモデストに次のように書き送った。「その場の全員が私を引き裂いて歓喜の破片にしてしまわんばかりだった - それにリムスカヤ＝コルサコヴァ氏は泣きながら曲をピアノ・デュオ用に編曲させて欲しいと私に頼んだのだ。」著名なピアニストであり自ら作曲、編曲もこなしたリムスカヤ＝コルサコヴァは、夫の作品やチャイコフスキーの『ロメオとジュリエット』をはじめその他のロシア5人組の作品を編曲していた。ボロディンも同席しており、この作品を認めただろうと思われる。他にその場に居たのがウラディーミル・スターソフであった。聴いたばかりの楽曲に感銘を受けたスターソフは、チャイコフスキーに次は何を書こうと考えているのかと尋ねた。そして、間もなくチャイコフスキーは彼の影響を受けて幻想序曲『テンペスト』を作曲することになるのである。
「小ロシア」が5人組から愛されたのは、チャイコフスキーがウクライナの民謡を旋律素材として利用したから、という単純な理由からではなかった。彼が特に両端楽章において、ロシア民謡が持つ独特の個性をして交響曲の形式を作らしめたためである。これこそが5人組が全体としても、個々としても努力して目指した目標だった。音楽院の基礎講義を受けたチャイコフスキーが、ロシア5人組の面々よりもそうした発展をより長く凝縮した形で維持することができたのである。比較は不公平にも見えなくはないが、チャイコフスキー研究の権威であるデイヴィッド・ブラウンが指摘するところによると、もしムソルグスキーがチャイコフスキーの受けたものに匹敵する学校教育を受けていれば、「小ロシア」交響曲のフィナーレと時間配分が似ている組曲『展覧会の絵』の終曲「キエフの大門」において同じようなことが達成されていただろうという。

### ロシア5人組に対するチャイコフスキーの個人的懸念
チャイコフスキーが彼の支援者であったナジェジダ・フォン・メックと交わした無数の議論の中にロシア5人組の話題もあった。フォン・メックに5人組のメンバーについて伝えた1878年の1月までには、彼は彼らの音楽界や理想からは遠く流れ去っていた。加えて、5人組の最盛期は過ぎ去って久しかった。オペラや歌曲の作曲に多大な努力を行ったにもかかわらず、キュイは作曲家としてよりも批評家としてよく知られるようになっており、その批評の仕事も陸軍の技術者、堡塁建築の専門家としてのキャリアと時間の奪い合いとなっていた。バラキレフは音楽界から完全に身を引いてしまい、ムソルグスキーはますますアルコールへの依存の度を強め、ボロディンの創作活動は化学の教授としての公的な仕事に比べていよいよ目立たないものとなっていた。

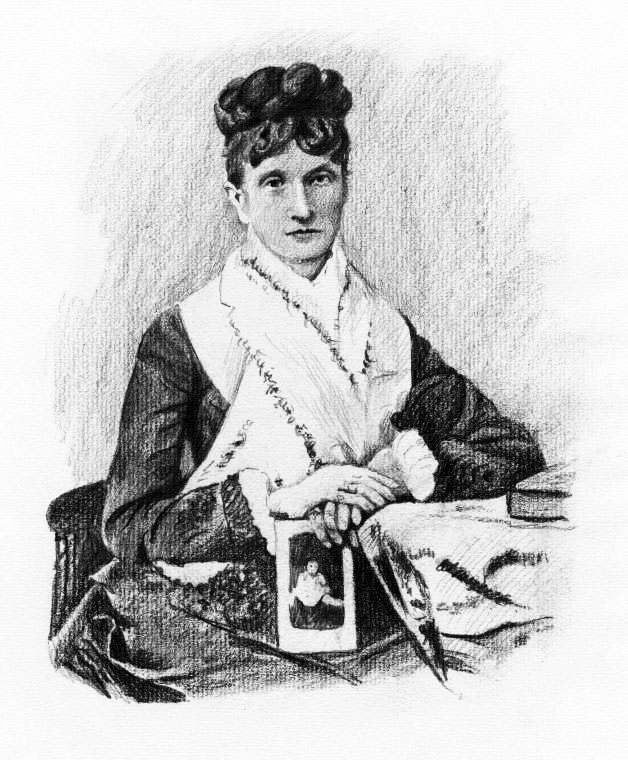
1877年から1890年にかけてチャイコフスキーのパトロン、親友であったナジェジダ・フォン・メック。

リムスキー＝コルサコフのみが音楽に専念して活発にキャリアを積んでいたが、かつてチャイコフスキーが批判されたのと似たような理由で彼も愛国主義の同業者からの非難に晒されることが増えていた。リムスキー＝コルサコフもチャイコフスキー同様、自身の芸術家としての成長を衰えさせないためには、西欧の古典形式と技法を学び習得しなければならないと気付いていた。ボロディンはこれを「背教」と呼び、こう付け加えた。「コルサコフが背を向けたこと、音楽遺物の研究に身を投じたことに心を痛める者が多い。私は嘆かない。それは理解できることであり（略）」ムソルグスキーはより手厳しかった。「ロシア5人組は魂のない反逆者たちへと堕落した。」
チャイコフスキーが5人組の面々を分析する目は容赦のないものだった。彼の観察には一部に曲解や先入観もあったと思われるが、明快かつ正鵠を射た詳細も語っている。リムスキー＝コルサコフを襲った創作危機については非常に正確な見立てを行った。また、ムソルグスキーが5人組の中で最も音楽の才能に恵まれているとしているが、チャイコフスキーはムソルグスキーの独創性が生み出す形式を高く評価できなかった。その一方で彼はボロディンの技術をひどく過小評価しており、バラキレフに対する評価は『ロメオとジュリエット』を彼の助力を得て構想、構成したことに照らせば当然あるべき高さに全く届いていなかったのである。
チャイコフスキーはフォン・メックに宛てて、ロシア5人組は皆才能に恵まれているが同時に自惚れを伴う「核」と「自分たちの優位性に関する全くの愛好家的な自信」に「汚染されている」と書いている。彼は続いてリムスキー＝コルサコフの直観と音楽の訓練へと方向転換したこと、そして現在の状況を改善しようという努力に関するやや詳しい内容へ入る。その後、キュイを「才能ある好事家」と呼び、キュイの音楽には「独創性はないが器用で上品である」と書く。ムソルグスキーは「望みのないケース」とし、才能は勝っているが「思考の幅が狭く、自らの完璧を目指そうという衝動を持ち合わせない」。そしてバラキレフは「途方もない才能」を持つが、同時に「この奇妙な一団のあらゆる理論の総発案者」として「多くの害をもたらし」たと断じた。

### バラキレフと再び
1880年に『ロメオとジュリエット』の最後の改訂を完了したチャイコフスキーは、総譜の写しをバラキレフへ送るのが礼儀だろうと考えた。しかしながら、バラキレフは1870年代初頭に音楽界の一線を退いており、チャイコフスキーとの交流も途絶えていた。そこで彼は出版社のベッセルに対し、写しをバラキレフへ転送してくれるよう依頼する。1年後にバラキレフからの返信があった。その手紙の中で彼はチャイコフスキーへの深い謝意を伝えるとともに、「貴方が素晴らしく上手く扱えると思われる交響曲のプログラムです」として、バイロンの『マンフレッド』に基づく交響曲の詳細な計画案を提示した。その原案は元々スターソフがベルリオーズに交響曲『イタリアのハロルド』の続編としてもらうため1868年に起こしたものであったが、以降バラキレフが管理するところとなっていた。

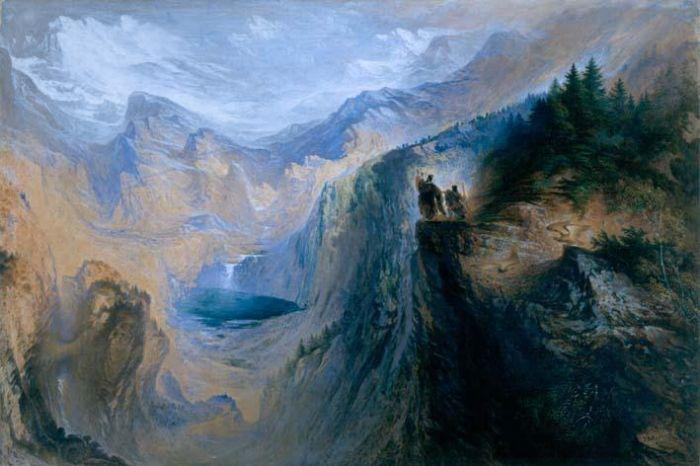
『ユングフラウのマンフレッド』（1837年） ジョン・マーティン画。

チャイコフスキーは当初、題材に興味がわかないと言って構想への協力を辞退した。バラキレフは粘った。「もちろんながら『努力をする』ことは必要です」というバラキレフが熱心に勧めたのは「もっと自己批判的な進め方を取ることです、ことを急いではなりません。」2年が経ち、友人であるイオシフ・コテックのもとへ向かってスイスアルプスにいたチャイコフスキーは、『マンフレッド』が舞台とする環境に身を置きながらその詩を再読することで考えを変えることになる。家に帰りつくとバラキレフがスターソフの筋書きから書き上げた草案を手直しし、第1楽章のスケッチに着手したのである。
マンフレッド交響曲はチャイコフスキーが書くことになるあらゆる作品、交響曲第6番『悲愴』さえも凌ぐほどの多くの時間、労力、自己省察を彼にかけさせることになる。また、その時点で彼が書き上げていた作品中最も長大かつ複雑な楽曲となった。筋書きに関してはベルリオーズに負うところがあるのは明らかであったが、それでもチャイコフスキーはマンフレッドの主題を自ら生み出すことができた。7か月にわたる奮闘が終わろうとする1885年9月下旬、彼はバラキレフ宛ての書簡にこう記した。「私は人生で1度も、信じてください、これほど長く熱意をもって働いたことはありませんし、仕事でこれほどまでに消耗を感じたことはありませんでした。この交響曲は貴方の筋書きに沿って4つの楽章で書かれており - お許しいただきたいのですが - そうしたかったのも山々ながら、貴方が提案して下さった調性と推移を全て守ることができたわけではありません（中略）もちろん作品は貴方に献呈いたします。」
交響曲を完成させたチャイコフスキーはそれ以上バラキレフの干渉に耐えることに嫌気がさし、全ての通信を断ち切ってしまった。彼は自作の出版を担っていたユルゲンソンにバラキレフは「狂人」だと思うと伝えている。この絶縁以後、チャイコフスキーとバラキレフは過度に親しげでない、儀礼的な手紙を数通交わしただけであった。

## ベリャーエフ・サークル

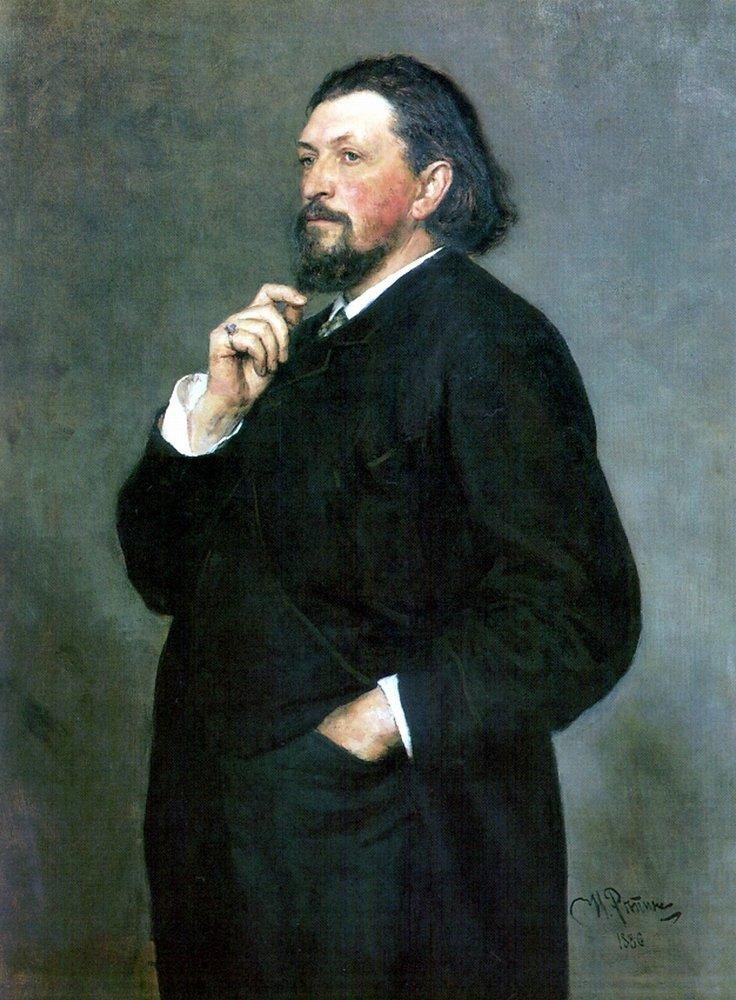
ミトロファン・ベリャーエフの肖像。イリヤ・レーピン画。

1887年11月、チャイコフスキーはロシア交響楽演奏会の公演のいくつかを聴くのに間に合うようサンクトペテルブルクに到着していた。演奏会の中には彼の交響曲第1番の最終稿が全曲初演された回や、リムスキー＝コルサコフの交響曲第3番の改訂版が初演された回などがあった。このサンクトペテルブルク行きの前から、彼はリムスキー＝コルサコフやその周辺の人物と交流しながら多くの時間を過ごしていた。リムスキー＝コルサコフはアレクサンドル・グラズノフ、アナトーリ・リャードフをはじめとする愛国的思想を持った作曲家や音楽家らとともに、ベリャーエフ・サークルと呼ばれる集団を形成していた。この集団の名前の由来となった材木商のミトロファン・ベリャーエフはアマチュアの音楽家であったが、グラズノフの作品に関心を持つようになって以降、音楽家のパトロン並びに出版者として影響を与えた人物である。チャイコフスキーは滞在中こうした面々と多くの時間を共にし、幾分波乱含みであった5人組との関係性はベリャーエフ・サークルとのより調和の取れた関係へと融合していくことになる。この関係性は彼がこの世を去る1893年の暮れまで続いていく。
一方、5人組は散り散りとなって久しく、ムソルグスキーが1881年に死去するとボロディンも1887年に後を追っていた。キュイは相変わらずチャイコフスキーの音楽に批判的な論評を書いていたが、チャイコフスキーの側では単に批判的な癪の種としか看做していなかった。孤独に暮らしていたバラキレフの音楽は傍流へと追いやられており、ただひとり、リムスキー＝コルサコフだけが作曲家として活発に仕事を続けていた。
チャイコフスキーにとってグラズノフ、リャードフ、リムスキー＝コルサコフとの親交の副産物として、作曲家としての自らの能力に自信が増したことに加え、自作を進んで同時代の音楽作品と並べられるようになったことが挙げられる。ベリャーエフの演奏会で再び大きく取り上げられた後の1889年1月、チャイコフスキーはフォン・メックへ宛てて次のように書いている。「いつでもあらゆる派閥の『外側』に身を置くようにしてきましたし、音楽で栄誉を受け才能のある著名人に対しては、その人物の思想がどういったものであろうと、私が愛情を持っており敬意を払うことをあらゆる手段を尽くして示すようにしてきました。」また、自分がベリャーエフ・サークルの作曲家たちに並んで「演奏会という場に出ていけることを喜んでいる」ように思うとも記している。これは自作がこれらの作曲家の音楽と同時に演奏されることに対して心から準備が整ったという自覚の現れであり、自らの作品と並ぶような恐るべき楽曲はないのだという言外の自信から発せられていたのである。

## 後世への影響
当初ロシア5人組がチャイコフスキーに対して見せた敵意は、チャイコフスキーがはじめにバラキレフと、次いでリムスキー＝コルサコフとの関係を改善したことにより緩和された。後者は純粋なロシア愛国主義からは離れた、無国籍な音楽院教育に根差した方法論を多分に取り入れた。5人組のまとまりは失われ、リムスキー＝コルサコフを中心に形成された若い作曲家の集団であるベリャーエフ・サークルに取って代わられた。この一団はリムスキー＝コルサコフやバラキレフに端を発する愛国的な様式での作曲も行う一方、チャイコフスキーの音楽に象徴されるような西欧の作曲習慣をより広く取り込んでいった。リムスキー＝コルサコフがこの傾向について書き残している。
近頃[1892年頃]は、バラキレフの時代の「ロシア5人組」の記憶に対して非常に冷めた、もしくはいくらか有害視さえする態度が目に付き始めている。翻ってチャイコフスキー崇拝と折衷主義への傾倒はますます強まっている。チャイコフスキーが『スペードの女王』と『イオランタ』で取り入れたウィッグとファージンゲールの時代のイタリア＝フランス音楽への偏向（当時我々のグループ内で持ちあがったものだが）に気付かなかった者はいない。この時までにベリャーエフのサークルでは新しい要素の増大と若い血が集まっていた。新しい時代、新しい鳥、新しい歌である。
こうした影響とリムスキー＝コルサコフが施した訓練の結果、サークルの作曲家たち、とりわけアントン・アレンスキーとグラズノフは自らの音楽の中で5人組とチャイコフスキーの技法の最良の部分を組み合わせることができた。しかし、このグループの作曲家たちはしばしばふたつの源流の方へと後退してしまった - 5人組から受け継いだ陳腐さとマンネリ、そして音楽院で学んだアカデミックな作曲技法である。また、リムスキー＝コルサコフが指摘した折衷主義がグラズノフのものなど多くの作品で創造性を押し潰してしまった。にもかかわらず、ベリャーエフ・サークルは20世紀に入ってからも長くロシアの音楽に影響を与え続けたのである。ただし、ベリャーエフの影響力はスクリャービンの創作中期から後期の頃には徐々に失せ始めた。これはベリャーエフがスクリャービンにサロン風の小品の出版を強く求めたことに起因するものであった。ベリャーエフは「ロシア発サロン風小品」の伝統を崩したくなかったのである。